# Andreas Kappes
Andreas Kappes (Brema, 23 dicembre 1965 – Colonia, 30 luglio 2018) è stato un pistard e ciclista su strada tedesco. Professionista tra il 1987 ed il 2001, vinse numerose sei giorni, una tappa al Giro d'Italia e una Omloop Het Volk.

## Carriera
Alternò per tutto il corso della carriera l'attività su strada e su pista, nelle specialità dell'americana e della corsa a punti. Nel 1983 vinse i mondiali juniores nella corsa a punti. Da dilettante vinse una tappa al Giro della Bassa Sassonia e una tappa al Grand Prix Tell nel 1986.
Passato professionista nel 1987, nella prima stagione vinse una tappa alla Vuelta a Andalucía e due tappe alla Coors Classic. Nel 1988 vinse una tappa alla Parigi-Nizza, una tappa al Giro d'Italia, una tappa al Grand Prix du Midi Libre, mentre l'anno successivo vinse una tappa alla Volta a la Comunitat Valenciana, la Parigi-Camembert, due tappe la classifica generale del Tour de l'Oise, due tappe al Tour de Suisse e tre sei giorni. Nel 1990 si impose in una tappa alla Euskal Bizikleta e nella Sei giorni di Colonia, mentre nella stagione successiva vinse il Trofeo Luis Puig, una tappa alla Volta a la Comunitat Valenciana, l'Omloop Het Volk, una tappa alla Parigi-Nizza e una tappa alla Vuelta al País Vasco.
Nel 1992 vinse la Sei giorni di Brema, mentre nel 1994 vinse la Berner Rundfahrt, una tappa alla Quatre jours de Dunkerque, una tappa al Tour de Suisse e la Sei giorni di Brema. Nel 1995 vinse una tappa alla Hofbrau Cup e la Sei giorni di Gand, mentre nel 1996 vinse una tappa alla Rheinland-Pfalz-Rundfahrt e una tappa al Grand Prix Tell. Nel 1997 si impose in una tappa della Rheinland-Pfalz-Rundfahrt, mentre nel 1998 vinse la Ster van Brabant e due sei giorni. Nel 1999 vinse una tappa al Giro di Germania e due sei giorni, mentre nel 2000 vinse la sei giorni di Brema e nel 2002 la sei giorni di Lipsia.
È scomparso improvvisamente il 30 luglio 2018 all'età di 52 anni a seguito di un arresto cardiaco causato da shock anafilattico dovuto alla puntura di un insetto.

## Palmarès

### Pista
- 1983

Campionati mondiali juniores, corsa a punti
- 1989

Sei giorni di Brema (con Roman Hermann)
Sei giorni di Dortmund (con Étienne De Wilde)
Sei giorni di Monaco di Baviera (con Étienne De Wilde)
- 1990

Sei giorni di Colonia (con Étienne De Wilde)
- 1991

Sei giorni di Colonia (con Étienne De Wilde)
Sei giorni di Brema (con Étienne De Wilde)
Sei giorni di Stoccarda (con Étienne De Wilde)
Sei giorni di Monaco di Baviera (con Étienne De Wilde)
- 1992

Sei giorni di Brema (con Étienne De Wilde)
- 1993

Sei giorni di Stoccarda (con Étienne De Wilde)
- 1994

Sei giorni di Brema (con Danny Clark)
- 1995

Sei giorni di Gand (con Étienne De Wilde)
- 1996

Sei giorni di Colonia (con Étienne De Wilde)
- 1997

Sei giorni di Brema (con Carsten Wolf)
Sei giorni di Stoccarda (con Carsten Wolf)
- 1998

Sei giorni di Colonia (con Adriano Baffi)
Sei giorni di Lipsia (con Étienne De Wilde)
- 1999

Sei giorni di Berlino (con Étienne De Wilde)
Sei giorni di Stoccarda (con Adriano Baffi)
Sei giorni di Monaco di Baviera (con Silvio Martinello)
Campionati tedeschi, mezzo fondo
Campionati tedeschi, corsa a punti
- 2000

Sei giorni di Brema (con Silvio Martinello)
Sei giorni di Stoccarda (con Silvio Martinello)
Campionati tedeschi, corsa a punti
- 2002

Sei giorni di Dortmund (con Andreas Beikirch)
- 2003

Campionati europei, americana (con Andreas Beikirch)
- 2004

Sei giorni di Stoccarda (con Andreas Beikirch e Gerd Dörich)
- 2006

Campionati tedeschi, derny

### Strada
- 1986

9ª tappa, 2ª semitappa Giro della Bassa Sassonia (Peine > Hannover)
1ª tappa Grand Prix Tell
- 1987

5ª tappa Vuelta a Andalucía (Cabra > Jaén)
4ª tappa Coors Classic
7ª tappa Coors Classic
- 1988

6ª tappa, 1ª semitappa Parigi-Nizza (Mandelieu > Nizza)
Boucles parisiennes
7ª tappa Giro d'Italia (Campitello Matese > Avezzano)
1ª tappa, 2ª semitappa Grand Prix du Midi Libre (Montpellier > Saint-Christol-lès-Alès)
3ª tappa Schwanenbrau Cup (Stoccarda > Stoccarda)
- 1989

1ª tappa Volta a la Comunitat Valenciana (Altea > Altea)
Paris-Camembert
1ª tappa Tour de l'Oise
3ª tappa, 2ª semitappa Tour de l'Oise
Classifica generale Tour de l'Oise
7ª tappa Tour de Suisse (Arosa > Bellinzona)
8ª tappa Tour de Suisse (Bellinzona > Täsch/Zermatt)
Classifica generale Coca-Cola Trophy
- 1990

1ª tappa Euskal Bizikleta (Eibar > Getxo)
- 1991

Trofeo Luis Puig
1ª tappa Volta a la Comunitat Valenciana (Sagunto > La Vall d'Uixó)
Omloop Het Volk
3ª tappa Parigi-Nizza (Cusset > Saint-Étienne)
2ª tappa Vuelta al País Vasco (Andoain > Vitoria)
- 1994

Berner Rundfahrt
4ª tappa Quatre jours de Dunkerque (Saint-Martin-Boulogne > Dunkerque)
3ª tappa Tour de Suisse (Thun > Jona)
- 1995

2ª tappa Hofbrau Cup (Waiblingen > Waiblingen)
Classifica generale Coca-Cola Trophy
- 1996

7ª tappa Rheinland-Pfalz-Rundfahrt
1ª tappa Hessen-Rundfahrt
1ª tappa Grand Prix Tell
- 1997

1ª tappa, 1ª semitappa Rheinland-Pfalz-Rundfahrt (Coblenza > Simmern)
- 1998

Ster van Brabant
- 1999

5ª tappa Deutschland Tour (Dortmund > Coblenza)

#### Altri successi
- 1987

Criterium di Winterthur
- 1988

Criterium di Brema
Criterium di Montlhéry
Criterium di Sindelfingen
Kermesse di Mere
- 1989

Criterium di Ennepetal
Criterium di Schaan
Criterium di Walsrode
- 1991

Berliner City Night
Criterium di Linz
- 1993

Criterium di Linz
- 1994

Criterium di Pfullendorf
Criterium di Linz
- 1995

Criterium di Böblingen
Criterium di Gelsenkirchen
Criterium di Gießen
Criterium di Heinsberg-Oberbruch
Criterium di Colonia-Hürth
Criterium di Lescouet-Jugon
Criterium di Nettetal-Breyell
Criterium di Radevormwald
- 1996

Criterium di Pulheim
- 1997

City Night Rhede (derny)
- 1998

Criterium di Köln-Longerich
- 1999

Criterium di Erlangen
Criterium di Osnabrück (derny)
Criterium di Schorndorf
Criterium di Michelstadt
- 2000

Criterium Hürth-Kendenich
Criterium di Böblingen
Criterium Frankfurt-Sossenheim
Criterium di Friburgo
Criterium di Gießen
- 2001

Criterium di Dortmund-Hombruch
Criterium di Krefeld
Criterium di Heilbronn
- 2002

City Night Rhede (derny, con Rolf Aldag)
Criterium di Köln-Longerich (con Silvio Martinello)
Criterium di Witten
Criterium di Bad Saulgau
Criterium di Nordhorn
Criterium di Mannheim
Criterium di Dortmund-Hombruch
- 2003

Schwenningen - Sparkassen Cup
Criterium di Gelsenkirchen-Beckhausen
Criterium di Gütersloh
Criterium di Oberhausen
Criterium di Ludwigsburg-Eglosheim
Criterium di Bochum-Wiemelhausen
Criterium di Herford
Criterium di Norimberga
Criterium di Beckum
- 2004

Criterium Frankfurt-Sossenheim
Criterium di Nordhorn
Criterium di Quadrath
Criterium di Bottrop
Criterium di Beckum
- 2005

Criterium di Eglosheim
Criterium di Witten
Criterium di Wesel
Criterium di Dortmund-Hombruch
- 2007

Criterium di Michelstadt
- 2008

City Night Rhede (derny)

## Piazzamenti

### Grandi Giri
- Giro d'Italia

1987: 26º
1988: ritirato (12ª tappa)
1992: 121º
1993: 124º
1995: 106º
- Tour de France

1988: 110º
1989: 96º
1990: 136º
1991: 65º
1992: 128º

### Classiche monumento
- Milano-Sanremo

1987: 102º
1988: 22º
1989: 26º
1990: 11º
1991: 10º
1993: 137º
1995: 109º
- Giro delle Fiandre

1988: 68º
1989: 64º
1990: 18º
1991: 61º
1993: 93º
1994: 27º
- Parigi-Roubaix

1990: 21º
- Liegi-Bastogne-Liegi

1989: 94º
1990: 46º
- Giro di Lombardia

1989: 11º
1990: 38º
1991: 91º

### Competizioni mondiali
- Mondiali su strada

Colorado Springs 1986 - In linea dilettanti: 22º
Villach 1987 - In linea: 17º
Ronse 1988 - In linea: 50º
Chambéry 1989 - In linea: 24º
Utsunomiya 1990 - In linea: 8º
Stoccarda 1991 - In linea: 49º
Oslo 1993 - In linea: 13º
Agrigento 1994 - In linea: 46º
Lugano 1996 - In linea: ritirato
- Mondiali su pista

Manchester 1996 - Americana: 3º
Bordeaux 1998 - Americana: 3º
Bordeaux 1998 - Corsa a punti: 2º
Berlino 1999 - Americana: 3º
Berlino 1999 - Corsa a punti: 4º
- Giochi olimpici

Los Angeles 1984 - In linea: ritirato